# Give 'em Hell, Harry!
Give 'em Hell, Harry! és una obra de teatre i pel·lícula estrenada el 1975, escrita pel dramaturg Samuel Gallu. Tant l'obra com la pel·lícula són un espectacle sobre el president dels Estats Units Harry S. Truman. Give 'em Hell, Harry! és protagonitzada per James Whitmore i dirigida per Steve Binder i Peter H. Hunt.

## Argument
El títol ve d'un incident que va tenir lloc durant la campanya presidencial de 1948. A Harrisburg, (Illinois), Truman feia un discurs on atacava el partit republicà. Durant el discurs un seguidor va cridar "Envia’ls a l’'Infern, Harry!"!.(Give 'em Hell, Harry) i Truman va respondre, "No els envio a l'Infern. Només els explico la veritat i pensen que és l'Infern." (I don't give them Hell. I just tell the truth about them and they think it's Hell) Posteriorment "Envia’ls a l’'Infern, Harry!"! es va convertir en un eslògan pels seguidors de Truman.
La pel·lícula es va gravar a l'escenari del Moore Theater a Seattle, (Washington), utilitzant un procés d'edició en viu anomenat teatrevisió.

## Repartiment
- James Whitmore: Harry S. Truman

## Premis i nominacions
James Whitmore va ser nominat com a Millor Actor tant per l'Oscar com pel Globus d'or. És la tercera pel·lícula on es nominava Whitmore, les altres dos van ser Qui té por de Virginia Woolf? (1966) i L'empremta (1972).

### Nominacions
- 1976: Oscar al millor actor per James Whitmore
- 1976: Globus d'Or al millor actor dramàtic per James Whitmore